# Srboljub Živanović
Srboljub Živanović (Sarajevo, 21. prosinca 1933. – London, 1. siječnja 2024.) bio je srpski antropolog, forenzičar, direktor Europskog instituta za istraživanje povijesti drevnih Slavena (European Institute of Early Slavonic Studies) u Londonu, osnivač je Društva antropologa Jugoslavije i član velikog broja domaćih i međunarodnih znanstvenih udruženja. Član je Međunarodne slavenske akademije, Kraljevskog medicinskog društva (Velika Britanija), Kraljevskog antropološkog instituta (Velika Britanija).

## Životopis
Gimnaziju je završio u Zemunu 1952. godine, Medicinski fakultet u Beogradu 1959., dok je na Medicinskom fakultetu u Novom Sadu obranio doktorsku disertaciju 1964. Usavršavao se u Bruxellesu, Beču i Londonu. Godine 1960. izabran je za asistenta na Medicinskom fakultetu u Beogradu. U zvanje redovnog profesora Medicinskog fakulteta u Novom Sadu izabran je 1987. godine. U desetljećima znanstvenog rada terenski je istraživao nekropole u Vojvodini, na području Raše, u Beogradu, uz Đerdap, itd. U Bačkom Petrovcu i Žitištu otkrio je najstarije ostatke pračovjeka na području bivše Jugoslavije. Na području Đerdapa otkrio je ostatke kromanjonaca i utvrdio autohtonost stanovništva Balkana i šire Panonije. Uspostavio je novu metodologiju određivanja spola na ljudskim kosturnim ostacima, te pronašao niz novih elemenata u području anatomije čovjeka, antropologije, paleopatologije i komparativne anatomije. Od 2000. godine predsjednik je međunarodne komisije za utvrđivanje istine o Jasenovcu.

## Jugoslavenska komisija forenzičkih antropologa za Jasenovac
Srboljub Živanović bio je jedan od članova komisije koja se bavila antropološkim istraživanjima u logoru Jasenovac od 22. do 27. lipnja 1964. Ostali članovi komisije su bili dr. Vida Brodar i dr. Anton Pogačnik iz Ljubljane. Živanović tvrdi da je navedena komisija izračunala kako su na prostoru Jasenovca i Gradine rake imale po 800 kostura i da je u logoru ubijeno najmanje 700.000 žrtava. Međutim Vladimir Žerjavić navodi da u tom izvještaju piše da je iskopano 7 grobnica, u kojima je nađeno, u grobnici broj 1 ukupno 197 kostura, broj 2 ukupno 48, broj 3 samo 2, broj 4 ukupno 8, za broj 5 nema podataka, broj 6 - 26 i broj 7 - 3 kostura, dok dr. Vida Brodar napominje da ta komisija nije raspravljala ili utvrđivala broj žrtava Logora Jasenovac. Živanović navodi da se komisija iz 1964. složila da na stratištima uz rijeku, u masovnim grobnicama širokim 4,5 kilometara i dugim 12,5 kilometara leži više stotina tisuća ubijenih ljudi, 700.000 Srba, 80.000 Roma i 23.000 Židova. Nadalje, komisija antropologa je bila pod pritiskom vlasti da se smanji broj žrtava i da bude što je više moguće manji. Međutim, broj žrtava prema Živanoviću nije nikako mogao biti manji od 700.000.

## Djela
- Hrvatski genocid protiv Srba, Jevreja i Roma, Pešić i sinovi (2018.)
- Borba za veru, Pešić i sinovi (2015.)
- Jasenovac, Srpska knjiga (2009.)
- Medicinska antropologija: pogledi i razmišljanja (1997.)
- Bolesti drevnih ljudi: osnovi paleopatologije, Srpska književna zadruga, Beograd (1984.) (2000.)
- Ancient Diseases: The Elements of Paleopathology, Methuen & Co. ltd, London (1982.)
- Patologija: sa 1260 ilustracija i 7 slika u boji, Naučna knjiga, Beograd (1975.)
- Anatomija i fiziologija: za medicinske škole, Naučna knjiga, Beograd (1965.)
- Osnovi osteologije i antropometrije, Univerzitet u Beogradu, Beograd (1964.)

## Nagrade
- Povelja Antropološkog društva Jugoslavije za doprinos razvoju antropološke nauke u Jugoslaviji (1977.).[4]
- Nagrada Rastko Petrović, za knjigu "Jasenovac", koju Matica iseljenika Srbije dodjeljuje "za najbolje autentično djelo od nacionalnog značaja" za 2009.[4]